# Échantillonnage de bosons gaussiens
 (juillet 2025).
L'échantillonnage de bosons gaussiens est une implémentation photonique de l'échantillonnage de bosons à états d'entrée gaussiens, qui sont des états dont la fonction de distribution de Wigner-Ville est de type gaussien. Il s'agit d'un échantillonnage de bosons (en) dispersés,.